# Condeau
Condeau település Franciaországban, Orne megyében. Lakosainak száma 379 fő (2018. január 1.). Condeau Margon, Nogent-le-Rotrou, Saint-Germain-des-Grois, Saint-Pierre-la-Bruyère és Verrières községekkel határos.

## Népesség
A település népességének változása:
| Lakosok száma | 391  | 340  | 216  | 321  | 369  | 403  | 424  | 421  | 418  | 379  |
|               | 1962 | 1968 | 1975 | 1982 | 1990 | 2008 | 2013 | 2015 | 2017 | 2018 |